# Aglaspis spinifer
Aglaspis spinifer ist eine ausgestorbene Art der Gliederfüßer (Arthropoda) aus dem oberen Kambrium.

## Merkmale
Die Kopfplatte war halbrund und endete seitlich in bis zum zweiten Tergit reichende Stacheln. Die dorsalen Augen waren glatt und lagen mittig. Der Rumpf bestand aus 11 zum Schwanzstachel hin schmaler werdenden Tergiten, die seitlich in erst kurze, weiter zum Schwanzstachel kommend länger werdenden und stärker nach hinten gebogenen pleuralen Stacheln endeten. Der Schwanzstachel (Telson) war an der Basis oval- bis kreisförmig im Querschnitt und verlief dann spitz und lang zu. Das erste Paar antennenartiger Extremitäten stand auf Augenhöhe nach vorne gerichtet. Die anderen Extremitäten waren ähnlich beschaffen und standen seitlich ab.

## Fundorte
Aglaspis spinifer wurde nur in der St. Lowrence Formation, drei Meilen östlich von Gotham, Richland County in Wisconsin gefunden.

## Systematik
Die Art wurde 1939 von Gilbert Oscar Raasch erstbeschrieben und diente als namenstragender Typus der Familie Aglaspididae und der Ordnung Aglaspidida.